# Sanatorium Erica
Erica was een Nederlands tuberculose-sanatorium in het Gelderse Nunspeet.

## Geschiedenis
Sanatorium Erica werd in 1904 geopend met twaalf bedden. Hier kuurden patiënten die leden aan tuberculose. Omdat bedrust in de buitenlucht werd voorgeschreven bij de behandeling van de ziekte, verbleven de patiënten overdag in losse lighallen op het terrein, of in de serre en de balkons op het zuiden. Ook volgden de patiënten een wandelkuur en kregen zij arbeidstherapie.
In 1915 nam de Rotterdamsche Bankvereeniging het gebouw over, en maakte er een herstellingsoord en vakantiehuis voor het personeel van.
In 1924 werd het pand eigendom van de Vereniging Zusterhulp, welke het weer als sanatorium ging exploiteren. Het was van groot belang in het streven van de vereniging om hulp te verlenen aan vrouwen en meisjes. Het sanatorium was dan ook alleen toegankelijk voor deze doelgroep. Zusterhulp liet het gebouw verbouwen naar een ontwerp van architect E.P.J. Smith. Er waren aanvankelijk 42 bedden en na een uitbreiding in 1928 zestig. In 1934 verwierf Zusterhulp het aangrenzende terrein met villa Kraijenhorst. De villa werd door architect Christiaan Posthumus Meyjes verbouwd om het geschikt te maken als uitbreiding van Erica. Hierdoor kwam het totaal aantal bedden van Erica op zeventig.
In 1953 werd het sanatorium vanwege het teruglopen van het aantal tuberculose-besmettingen gesloten. Erica was een te klein sanatorium om open te blijven. Het werd een internaat. Later zijn er ook nog asielzoekers opgevangen. In 2007 brandde het pand grotendeels af. Wat nog rest is villa Kraijenhof, die echter door de eigenaar wordt verwaarloosd. Omwonenden eisten in oktober 2022 actie van de gemeente, die echter wachtte op een onderzoek naar de bouwkundige staat van de villa.